# Release
„Release” – singiel amerykańskiego rapera i producenta Timbalanda. Utwór pochodzi z płyty Timbaland Presents Shock Value z 2007 roku.